# Juan José Romualdo Rocha
Juan José Romualdo Rocha nacido como Juan José Romualdo de Rocha Melo y de la Torre (Buenos Aires, gobernación del Río de la Plata, 7 de febrero de 1754–Buenos Aires, Provincias Unidas del Río de la Plata, 13 de mayo de 1821) era un hidalgo, escribano público y militar que participó con el grado de capitán del Regimiento de Patricios en la reconquista y defensa de la ciudad de Buenos Aires ante las Invasiones Inglesas de los años 1806 y 1807, con el grado de teniente coronel actuó en contra de la asonada de Álzaga de 1809, posteriormente cuando fue invitado al Cabildo abierto del 22 de mayo de 1810 votó por la destitución del virrey Cisneros, por lo que formó parte de la Revolución de Mayo, y al ser del partido saavedrista fue uno de los caudillos de la Revolución del 5 y 6 de abril de 1811. Una vez retirado del Ejército Argentino contribuyó económica y logísticamente para las expediciones libertadoras del interior.

## Biografía hasta el nombramiento de escribano público

### Origen familiar y primeros años
Juan José Romualdo de Rocha había nacido el 7 de febrero de 1754 en la ciudad de Buenos Aires, capital de la gobernación del Río de la Plata que como una entidad autónoma formaba parte del Virreinato del Perú.
Era hijo del hidalgo Martín de Rocha de la Torre y Melo Gómez de Saravia (Buenos Aires, 1730-ib., 3 de noviembre de 1791), escribano público de Buenos Aires desde 1769 hasta mediados de 1791, y de su cónyuge María Pascuala de la Torre y Mena (ca. 1730-Buenos Aires, 1814), quienes se habían casado en Buenos Aires el 28 de enero de 1750 pero separados de hecho desde 1775 con recurrentes pleitos judiciales entre ambos, siendo ella una hija natural del alguacil mayor Antonio de la Torre Izarra y de Ana María de Mena (1710-1776), una nieta paterna de Juan de la Torre (f. antes de 1744) y de su esposa desde el 13 de febrero de 1695 llamada María de Izarra Flores (f. después de 1745) y por ende, una bisnieta de Juan Gómez de Izarra Centurión "el Mozo" y trastataranieta del alcalde porteño Pedro de Izarra y de su segunda esposa Polonia Astor.
Su abuelo paterno era el hacendado Victoriano de Rocha y Rodríguez de la Torre (estancia del Pago de Luján, ca. 1708-villa de Luján, 5 de marzo de 1772), propietario de ganado vacuno, mular y de una estancia poblada en el «Pago de Luján» desde 1723 y uno de los dieciséis vecinos fundadores y regidor del Cabildo de la nueva villa de Luján desde el 4 de marzo de 1755. La abuela paterna era Antonia de Melo y Gómez de Saravia Rocha Lobo (n. e/ enero y marzo de 1699) quien se había casado con Victoriano en la estancia del Pago de Luján el 22 de abril de 1730.
Juan José era bisnieto paterno por la vía masculina de Bartolomé de Rocha (f. después de 1726) y de su esposa Francisca Rodríguez de la Torre (9 de mayo de 1678-1723), y por lo tanto tataranieto a través de esta última, de Mateo Rodríguez de la Torre (f. antes de 1723) y de su esposa María de Palacios (f. después de 1726), propietarios de una estancia del Pago de Luján.
Era un bisnieto materno por la vía masculina de Cristóbal de Melo Obejero —un hijo del homónimo Cristóbal de Melo y de su cónyuge María Ábalos de Mendoza, nieto materno de Mateo Ábalos de Mendoza y de su mujer Lorenza de Barrios y nieto paterno de Cristóbal de Obregoso y de Petronila de Jerez, siendo este último matrimonio unos vecinos de la ciudad de Santiago del Estero— y de su cónyuge Mariana Gómez de Saravia.
Por esta última vía femenina, era Juan José Romualdo un tataranieto de Miguel Gómez de Saravia y Hurtado de Mendoza (n. Buenos Aires, ca. 1606) —un hijo a su vez de Benito Gómez de Saravia y de su cónyuge Jerónima Hurtado de Mendoza y Sánchez Pedroso y nieto paterno del encomendero asunceno Miguel Gómez de la Puerta y Saravia y de su esposa Beatriz Luyz de Figueroa y Hernández de los Reyes— y de su esposa María Magdalena de la Rocha Lobo (n. ca. 1624), una hija a su vez del capitán hispano-portugués Antonio da Rocha Lobo Sarmiento (Viana do Castelo, 1599) y de su esposa Mencia Martínez de Amorín o bien llamada María de Encinas y Rojas o María Encinas de Rojas y Amorín (Buenos Aires, 1604), y por tanto, una nieta materna del portugués Juan Martínez de Amorín y Melo Coutiño y de Magdalena Hernández de Rojas.

### Pleito de Hidalguía y escribano público

El Virreinato del Río de la Plata en 1783 —creado por real cédula de 1776 y definitivamente en 1777, luego de ser separado del Virreinato del Perú— al cual se le adjudicaron las islas africanas de Fernando Poo y Annobón desde 1778 hasta 1782, las reducciones chaqueñas del Bermejo hasta 1793, la intendencia de Puno hasta 1796, el corregimiento de Arica hasta 1784, las Misiones Orientales hasta 1801, el litoral pacífico hasta 1803 (en que volvió al Perú, y desde 1813 a 1826, año que pasaría a Bolivia), el desierto y Puna de Atacama (hasta 1826), los establecimientos coloniales de la Patagonia atlántica desde 1779 y la comandancia de las Islas Malvinas.

Desde muy joven, Juan José Romualdo Rocha comenzó a trabajar en la escribanía paterna hacia 1774, en donde se desempeñó como ayudante y luego como oficial mayor.
En el año 1782 hizo pleito de Hidalguía, y por decreto del virrey-marqués Nicolás del Campo se le confirió el título de escribano público.

## Con el rango de capitán contra las Invasiones Inglesas

### Durante la ocupación británica de Buenos Aires
Una vez ocupada la ciudad de Buenos Aires por los británicos, los invasores demandaron la entrega de los caudales del virreinato y advirtieron a los comerciantes porteños que en caso contrario retendrían las embarcaciones de cabotaje capturadas, por lo cual afectaría, entre otros, a la empresa naviera del rico marino mercante Martín José de Monasterio, y como pretendían convertir al Río de la Plata en una colonia, los porteños comenzaron a agruparse para preparar la reconquista.

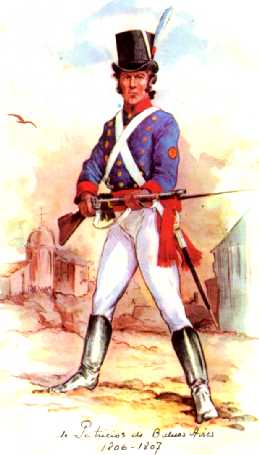
Uniforme de un soldado del Regimiento de Patricios.

Por lo pronto, el Cabildo de Buenos Aires envió una comisión al virrey para que entregara el tesoro a un destacamento inglés, el cual finalmente fue dado y llevado a Londres, y el 14 de julio, el virrey-marqués declaró a la ciudad de Córdoba como capital provisoria del virreinato, instando a que se desobedecieran todas las órdenes provenientes de Buenos Aires, mientras durara la ocupación británica.
Después de la proclama del 6 de septiembre del mismo año del entonces capitán de navío Santiago de Liniers, en la cual había invitado voluntariamente a todos los ciudadanos a armarse contra el enemigo británico, se consignó que los porteños debían personarse secretamente en el Fuerte de Buenos Aires el 15 de septiembre, y de esta forma, se presentaron más de 4.000 hombres que por la gran cantidad de reclutados debieron ser alistados en varios cuerpos milicianos.

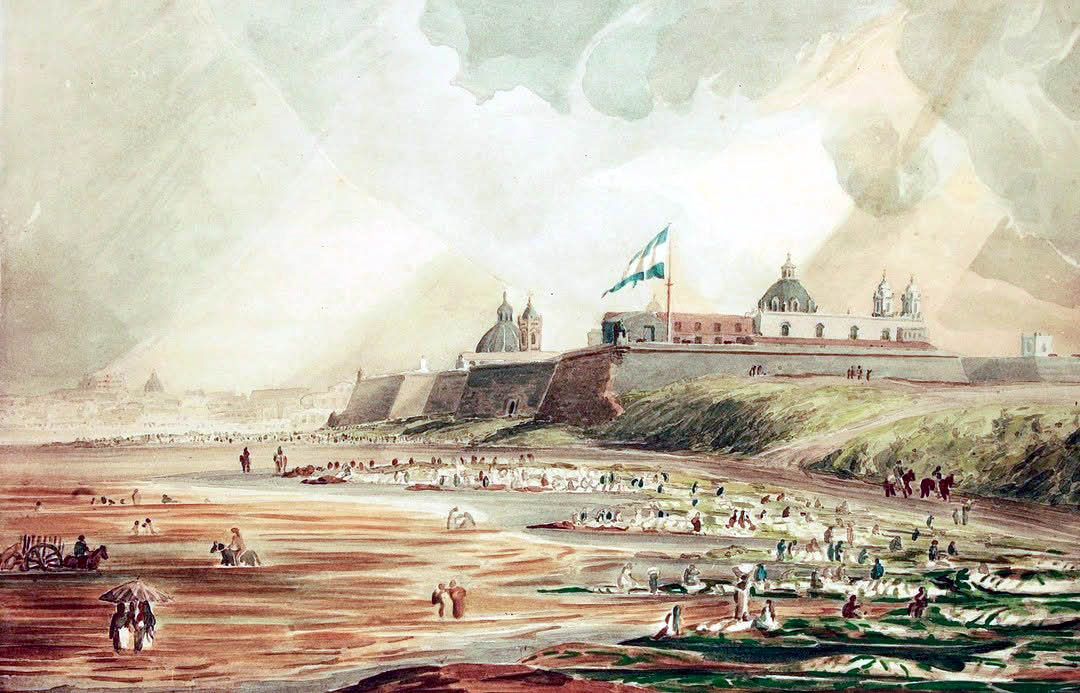
El Fuerte de Buenos Aires con el Palacio de los Virreyes construido en 1787, en donde residió la primera virreina criolla Ana de Azcuénaga de Olaguer Feliú, una hermana del patriota y gobernador intendente bonaerense Miguel de Azcuénaga, siendo ambos primos segundos de María Josefa de Ugarte y Uriarte —casada con el marino mercante Martín de Monasterio— la cual a su vez era prima paterna de la emperatriz consorte Ana María de México (por Emeric Essex Vidal, 1816).

Entre los alistados estaban Juan José Romualdo de Rocha de 52 años, quien había renunciado al privilegio de no prestar servicios en las armas, además de haber donado 43 libras de plomo para metralla, y su hijo Juan José Mariano de 25 años de edad.
El cuerpo miliciano más grande y poderoso para la defensa de la ciudad fue la «Legión de Patricios Voluntarios Urbanos de Buenos Aires» más conocido como Regimiento de Patricios en donde los Rocha figuraban como alistados y, como se hizo con los demás cuerpos urbanos formados y con la aprobación del virrey-marqués, el general Santiago de Liniers les concedió la posibilidad de que pudieran elegir a sus oficiales.
La primera elección del Regimiento de Patricios se efectuó en el Consulado de Buenos Aires el 8 de noviembre de 1806, y en la cual fue elegido Cornelio Saavedra como comandante del 1.er Batallón, Esteban Romero fue elegido comandante del segundo y José Domingo Urien del tercero.
El abogado Manuel Belgrano fue elegido sargento mayor de Patricios pero al poco tiempo fue remplazado por el doctor Juan José Viamonte, y figuraron como oficiales Feliciano Chiclana, Vicente López y Planes, Martín Enríquez de Lacarra, Gregorio Perdriel, Eustoquio Díaz Vélez, Juan José Mariano de Rocha como subteniente y su padre Juan José Romualdo a quien se le había dado el grado de capitán de un Batallón.

### Defensor ante la segunda invasión y ascenso a teniente coronel

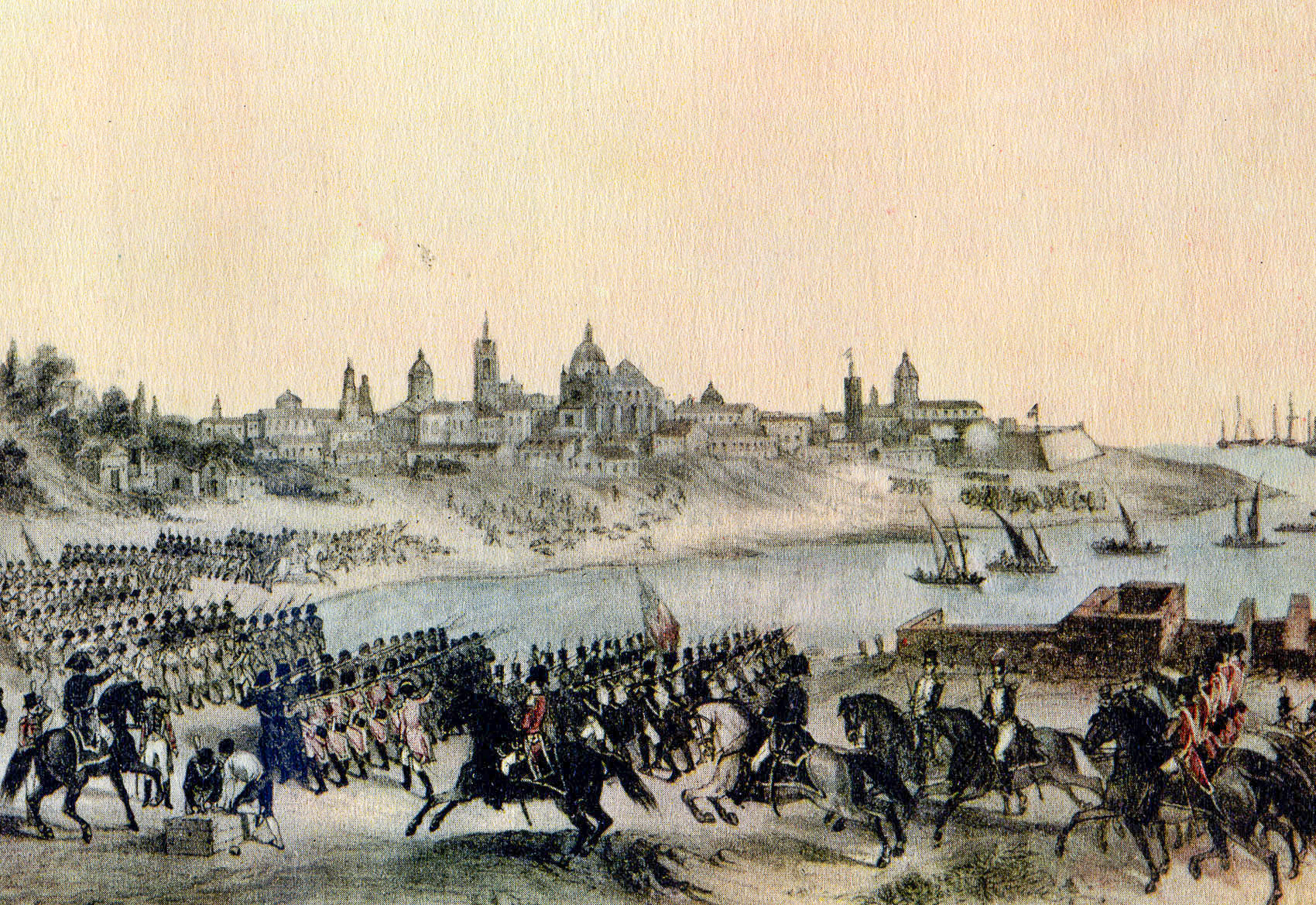
Las Invasiones Inglesas a Buenos Aires (litografía de 1807, por Madrid Martínez).

Juan José Romualdo se destacó con su compañía en Olivos, prestó valiosos servicios en la defensa de la ciudad y actuó en varias ocasiones contra las fuerzas británicas y se destacó en el ataque del 5 de julio de 1807 en la cual mantuvo con sus hombres un fuego continuo durante seis horas, por lo cual logró que se rindieran cuatro oficiales y más de 150 soldados que fueron tomados prisioneros, además de incautar un cañón y una caja de municiones al enemigo.
Por sus hazañas heroicas, el comandante Cornelio Saavedra le acordó los despachos de teniente coronel el 19 de noviembre de 1808. A finales del mismo año fue enviado por el virrey Sobremonte con un acuerdo de la Real Audiencia de Buenos Aires a la ciudad de Montevideo, para entregar un pliego al gobernador subordinado Francisco Javier de Elío, misión que cumplió satisfactoriamente.

## Revolucionario de mayo de 1810

### Actuación contra la asonada de Álzaga
Con su Regimiento de Patricios Rocha tomó parte de los sucesos del 1.º de enero de 1809 por la llamada asonada de Álzaga, la cual intentaba destituir al virrey Santiago de Liniers, llevada a cabo por el mismo alcalde y los miembros del Cabildo de Buenos Aires.
La pronta intervención de Cornelio Saavedra, comandante de los Patricios, salvó a Liniers y llevó al exalcalde Martín de Álzaga al destierro en Carmen de Patagones, aunque fuera inmediatamente rescatado por mandato del gobernador montevideano Francisco Javier de Elío. En virtud de la real orden del 13 de febrero del citado año, el virrey Santiago de Liniers sería nombrado conde de Buenos Aires.

### Adhesión a la Revolución de Mayo

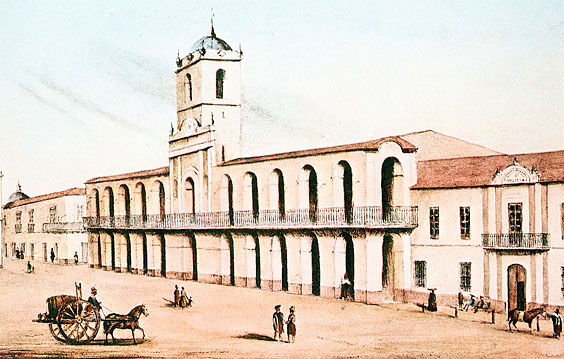
El Cabildo de Buenos Aires (litografía de Alberico Isola, del).

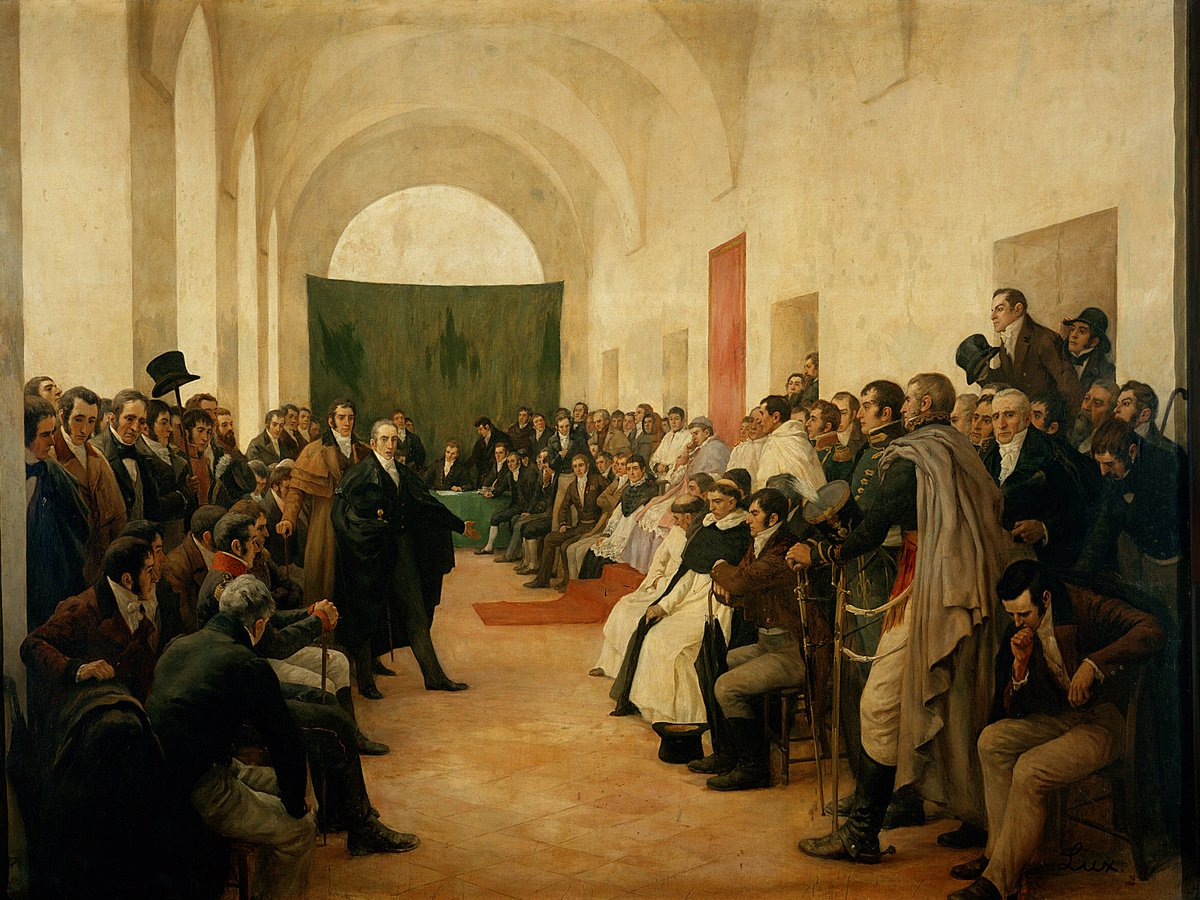
El Cabildo abierto del 22 de mayo de 1810 (por Pedro Subercaseaux).

Rocha fue uno de los invitados al Cabildo abierto del 22 de mayo de 1810, en el cual, a través del sufragio de Feliciano Antonio Chiclana, se adhirió al voto de Pascual Ruiz Huidobro en el que se pronunciaron por la deposición del virrey rioplatense Baltasar Hidalgo de Cisneros.
Firmó la petición popular del 25 de mayo de 1810 y como consecuencia del triunfo de la Revolución de Mayo que destituyó al virrey del Río de la Plata, se instaló la Junta Provisional Gubernativa de las Provincias del Río de la Plata a nombre del Señor Don Fernando VII, convirtiéndose en el primer gobierno surgido en Buenos Aires a raíz de dicha revolución.

## Contribución para las expediciones libertadoras del interior

### Apoyo económico al Regimiento Patricios en el Alto Perú y el Paraguay
Juan José Romualdo Rocha contribuyó con 46 onzas de oro y dos fusiles a la suscripción del cuerpo de Patricios para equipar a las tropas de las campañas libertadoras del interior. Posteriormente los efectivos de los regimientos 1 y 2 de Patricios integraron las expediciones enviadas por Buenos Aires al interior del extenso territorio del exvirreinato para consolidar la adhesión al gobierno de la capital.
De esta forma se batieron en el Alto Perú con el Ejército del Norte el 6 de julio de 1810 al mando del coronel Francisco Ortiz de Ocampo, también en la intendencia del Paraguay con 200 hombres para reforzar la expedición de Belgrano con el fin de someterla a su autoridad, en donde combatieron en Campichuelo, Paraguarí y Tacuarí, aunque finalmente resultara en un fracaso militar en marzo de 1811.

### Caudillo de la revolución del 5 y 6 de abril de 1811 y apoyo logístico a soldados
Al ser Rocha del partido saavedrista, fue uno de los caudillos revolucionarios de las jornadas del 5 y 6 de abril de 1811 que aseguró el control de la Junta Grande de Gobierno al eliminar a la minoría radical morenista.
Aunque retirado del servicio activo del Ejército Argentino, fue el único oficial de su graduación que se presentó en el Regimiento de Patricios para organizar y armar a sus soldados. Al constituirse el «Tribunal de Seguridad Pública» el 13 de abril de 1811, la Junta Grande lo nombró secretario durante su comisión que duraría cuatro meses, y el 19 del corriente, el doctor Miguel Mariano de Villegas fue asignado como asesor del mismo tribunal.

### El Regimiento de Patricios también en la Banda Oriental
Además se batieron en la Banda Oriental, ya que el 31 de agosto de 1810 el Consejo de Regencia de España e Indias a nombre del soberano Fernando VII había nombrado virrey del Río de la Plata al general Francisco Javier de Elío, por lo cual este había intentado ser admitido por el Cabildo de Buenos Aires, el cual desconoció su autoridad, por lo que se instaló en Montevideo para proclamarse virrey el 15 de enero de 1811 y de esta forma envió una carta al cabildo porteño recordando la real orden formulada por el citado Consejo de Regencia, sumado a que el 19 del corriente declaró a Montevideo capital virreinal.
Esto provocó que la Junta Grande a través del doctor Miguel de Villegas como síndico y asesor privado de Gobierno firmara el 22 de enero del citado año la nota del cabildo en que formalmente rehusara reconocerle como virrey. Al poco tiempo, la población rural de la Banda Oriental comandada por Pedro José Viera y Venancio Benavides también rechazó su autoridad el 27 de febrero, hecho que se conocería como Grito de Asencio, por lo que dicha autoridad virreinal solo fue reconocida en el gobierno montevideano.
Los entonces teniente coronel José Gervasio de Artigas y el ascendido capitán Viera derrotaron al jefe realista José Posadas enviado por Elío en la batalla de Las Piedras del 18 de mayo de 1811, la cual fue decisiva ya que dejó al virrey Elío solo con el control de la Colonia del Sacramento y la ciudad de Montevideo.
De esta forma el Regimiento de Patricios integró la «División de Vanguardia» durante la primera de las expediciones orientales que tuvieron una destacada actuación contra el virrey Elío en el sitio de Montevideo desde el 21 de mayo al 12 de octubre del mismo año.
No obstante el triunfo revolucionario, el 20 de octubre de 1811 el virrey Elío y el gobierno de Buenos Aires firmaron un armisticio que devolvía al Imperio español la Banda Oriental y las villas entrerrianas de Gualeguay, Gualeguaychú y Concepción del Uruguay, lo que produjo el inicio de los conflictos entre Buenos Aires y el entonces teniente coronel Artigas que había repudiado el armisticio y por lo que decidió con sus soldados marcharse, acompañado por su padre el capitán retirado Martín José de Artigas, el entonces capitán Viera con su mujer Juana Chacón Montiel y Álvarez Orrego, su pequeño hijo Celedonio Viera Chacón y gran parte de la población cívico-militar que sumaba unas diez mil personas con sus carruajes y pertenencias en lo que se denominaría el «Éxodo Oriental».

### La instauración del Primer Triunvirato y el tratado confederal argentino-paraguayo
Como la centralista Primera Junta de Buenos Aires había existido hasta el 18 de diciembre de 1810 por la incorporación de los diputados del interior, esta se transformó en dicha fecha en la descentralizada Junta Grande.
Mientras tanto en la intendencia del Paraguay, luego de la Revolución de mayo de 1811 que había instalado una «Junta Superior Gubernativa» presidida por el gobernador intendente Bernardo de Velasco, que por ser acusado de entendimiento con el gobernador Elío en Montevideo y por negociar con los portugueses para defender la monarquía incluso al precio de depender del Imperio portugués, trajo como consecuencia la convocatoria del Congreso del 17 de junio de 1811 que determinó la destitución de Velasco, por lo que se instaló otra «Junta Superior Gubernativa del Paraguay» presidida por el teniente coronel Fulgencio Yegros y los vocales Gaspar Rodríguez de Francia, el capitán Pedro Juan Caballero, fray Francisco Javier Bogarín y Fernando de la Mora.
La Junta Grande de Buenos Aires gobernó hasta el 22 de septiembre de 1811 por ser reemplazada a raíz de un golpe institucional encabezado por el Cabildo de Buenos Aires que llevó al gobierno al Primer Triunvirato, reinstalando las tendencias centralistas de la Primera Junta. El 12 de octubre de 1811 a través del Tratado confederal entre las juntas de Asunción y Buenos Aires firmado por representantes del Río de la Plata y la Junta Gubernativa de Asunción, el gobierno de Buenos Aires reconoció la autonomía de la provincia del Paraguay.

## La caída del centralismo del Primer Triunvirato y el surgimiento del segundo

### Ruptura del armisticio con el Primer Triunvirato por el realista Vigodet
Mientras tanto en el otro lado del río Uruguay, el español Gaspar de Vigodet que había sido nombrado como nuevo capitán general del Río de la Plata con jurisdicción solo en la Banda Oriental, rompió el armisticio el 8 de enero de 1812, por lo cual el día 26 del corriente el Primer Triunvirato designó en el mando de las futuras fortificaciones del río Paraná a Manuel Belgrano, que estaba en la villa del Rosario, y quien inició las obras el 7 de febrero, gracias al entonces teniente coronel Ángel Augusto de Monasterio, "el Arquímides de la Revolución de Mayo", ingeniero militar español y a la colaboración de Cosme Maciel, un experto constructor de buques fluviales.

### Artigas como teniente de gobernador de Misiones y sus sucesores
El 10 de junio de 1812, el teniente coronel José Gervasio de Artigas, nombrado teniente de gobernador de Yapeyú, sus partidos y con sede en Santo Tomé —o bien teniente de gobernador de Misiones— instaló su campamento en el Ayuí, más hacia el norte y al oeste del río Uruguay, y allí también se asentó el entonces capitán Pedro José Viera.
El 16 de agosto Artigas nombró como su sucesor con el ya título formal de teniente de gobernador de Misiones a Elías Galván, que había sido teniente de gobernador de Corrientes, pero como el 13 de noviembre fue propuesto en el cargo de comandante general de Entre Ríos, se nombró para sustituirlo interinamente a Bernardo Pérez Planes, cargo confirmado por el director supremo el 21 de noviembre del mismo año (y gobernaría en Misiones hasta el 19 de marzo de 1814).

### Envío de la Expedición Libertadora a la Banda Oriental
Al mismo tiempo el Primer Triunvirato nombraba comandante de la Expedición Libertadora al triunviro Manuel de Sarratea y lo enviaba para poner fin a la actitud separatista de Montevideo que se iba fortaleciendo con apoyo extranjero. Este instaló su campamento en el arroyo entrerriano de la China, a solo 6 leguas adonde se había acantonado Artigas, y siendo poco fluidas la relación entre ambos jefes, terminó por deteriorarse, por lo que Viera se alejó de Artigas y se plegó a Sarratea quien decidió nuevamente sitiar a Montevideo.
Luego de firmado el 24 de mayo el tratado Rademaker-Herrera, que contemplaba el cese de hostilidades con Portugal y la evacuación de las tropas del general Diego de Souza, el triunviro Sarratea como general en jefe del Ejército de Oriente y capitán general de la Banda Oriental se instaló a mediados de julio en Salto Chico, y mandó a llamar al teniente coronel Artigas que estaba en territorio misionero para incorporarse al segundo sitio de Montevideo.
Las tropas porteñas exaltadas se amotinaron desconociendo a Sarratea, por lo que unas semanas después se nombró en su reemplazo al entonces teniente coronel José Rondeau que fue ascendido al rango de coronel y puesto al mando del «Regimiento de Dragones de la Patria» como jefe de las operaciones terrestres, y quien contó también con los apoyos de Artigas y de Viera que con sus hombres se pusieron a sus órdenes, reforzando el cerco de la fortaleza con cinco mil soldados e iniciando así el segundo Sitio de Montevideo el 20 de octubre de 1812, sumado que además consiguieran una victoria el 31 de diciembre del mismo año en la batalla de Cerrito.

### Sublevación de Rocha, destierro, surgimiento del Segundo Triunvirato y liberación
Cuando se organizó la guardia cívica en el año 1812, Rocha fue nombrado capitán de la 1.ª compañía del Segundo Tercio, y al ser contrario a la política porteñista y antipopular del Primer Triunvirato, reunió firmas para una petición colectiva y se puso al frente de un grupo subversivo que atacó al triunviro suplente Bernardino Rivadavia a la entrada del Fuerte de Buenos Aires, y al negarse a deponer las armas fue detenido el 25 de julio y condenado a la pena de destierro en la «Guardia de Milincué» del sur de la tenencia de gobierno de Santa Fe.
Al caer el Primer Triunvirato a consecuencia de la revolución del 8 de octubre de 1812 planificada por la Logia Lautaro y la Sociedad Patriótica y dirigido por los generales José de San Martín, Carlos María de Alvear y Francisco Ortiz de Ocampo, permitió la creación del Segundo Triunvirato, por lo que Rocha fue inmediatamente liberado y pudo volver a la ciudad de Buenos Aires, y al año siguiente en la ciudad de Buenos Aires se procedió el 31 de enero a la organización de la Asamblea del año XIII.
Mientras tanto Artigas denominaba en enero de 1812, como parte integrante de las Provincias Unidas del Río de la Plata, al antiguo territorio bonaerense al este del río Uruguay como Provincia Oriental y a la cual le adjudicó, luego de reunirse del 5 al 21 de abril en el Congreso de Tres Cruces, los territorios del gobierno de Montevideo, territorio de la fortaleza de Santa Teresa con la villa de Melo, la cuenca del Tacuarembó y las áreas misioneras orientales del Uruguay desde el noroeste del río Negro con las villas de Belén y Salto, e inclusive con los territorios ya usurpados (desde 1801) por los luso-brasileños como los de Sao Gabriel de Batoví, Santa Tecla y las Misiones Orientales.

## Testigo en los juicios de residencia a exgobernantes y el surgimiento del Directorio

### Citado para declarar en los juicios de Chiclana, Pueyrredón y Rivadavia
El 10 de julio de 1813 Rocha se presentó ante la «Comisión Permanente de Residencia» contra los exgobernantes Chiclana, Pueyrredón y Rivadavia sobre la vindicación de los delitos que le atribuyeron con motivo de los tumultos que se originaron durante la conspiración de Álzaga, en donde el ya citado doctor Villegas era vocal de la «Junta de Observación», por lo cual el gobierno finalmente lo reivindicó y el 18 de septiembre del mismo año, lo nombró comandante del cuartel n.º 2 con el grado de teniente coronel.

### Directorio rioplatense, independencia de Montevideo y nueva Provincia Oriental
El general José Gervasio de Artigas dictó a los seis diputados delegados por la Provincia Oriental a la Asamblea Nacional General Constituyente de 1813 las instrucciones adonde constaban los principios de Independencia, República y Federalismo dentro de los límites que reclamaba para su nueva provincia, pero sus diputados terminaron siendo rechazados lo que provocó el comienzo de las guerras civiles argentinas que estallaron en enero de 1814, que enfrentaría a federales y unitarios.
El ascendido coronel José Rondeau fue enviado al norte en reemplazo del general Manuel Belgrano, y en su lugar fue nombrando el general Carlos María de Alvear que con mil hombres más, terminó reforzando el sitio y el 1.º de marzo de 1814, el entonces director supremo Gervasio Antonio de Posadas —cargo que había remplazado al Segundo Trunvirato desde el 31 de enero— firmó el decreto por el que Guillermo Brown era designado teniente coronel y jefe de la escuadra naval, y el 17 de mayo del mismo año el general Alvear inició las tratativas para la rendición con el capitán general español Gaspar de Vigodet, quien capituló el 23 de junio del mismo año, y el 6 de julio lo hacía el comandante español de la escuadra naval realista Jacinto de Romarate.

### Aislamiento definitivo de la provincia del Paraguay
El tercer Congreso paraguayo del 3 de octubre de 1814 quitó a Yegros del poder y Rodríguez de Francia fue declarado dictador, declarándose completamente opuesto a la confederación paraguayo-argentina dado que en Buenos Aires preponderaban los del Partido Unitario.

## Escribano público luego de la declaración formal de independencia y deceso

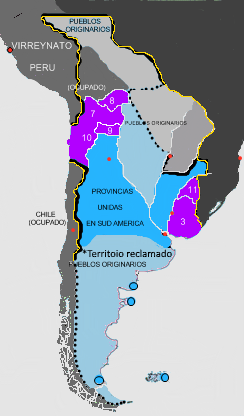
Las Provincias Unidas del Río de la Plata en 1816:
[Color gris] - El aislado Estado del Paraguay desde 1814.
[Círculos azulcelestes] - Las poblaciones coloniales y establecimientos argentinos de la Patagonia oriental, incluyendo a la comandancia colonial y posterior comandancia argentina de las Islas Malvinas.
[Color violeta] - Las provincias escindidas a partir de 1826:
- 3) - La Provincia Oriental.
- 7) - La intendencia de Potosí.
- 8) - La Republiqueta de Santa Cruz.
- 9) - La provincia de Tarija.
- 10) - La provincia de Atacama y la Puna.
- 11) - La Misiones Orientales.

### Declaración formal de la independencia Argentina en 1816
El 2 de marzo de 1816, el ya citado doctor Miguel Mariano de Villegas fue elegido presidente judicial de la «Cámara de Apelaciones» —ex Real Audiencia de Buenos Aires de la cual había formado parte— y el 24 de marzo del mismo año, se iniciaron las sesiones del Congreso de Tucumán con la presencia de 33 diputados, para lo cual se alquiló la casa de Francisca Bazán de Laguna.
Finalmente, siendo el diputado sanjuanino Francisco Narciso de Laprida presidente legislativo del mismo, se hizo la definitiva Declaración de independencia de la Argentina el 9 de julio de 1816, en la cual se elegía al nuevo director supremo Juan Martín de Pueyrredón.

### La gobernación bonaerense de Sarratea y la actuación de Rocha como escribano
A mediados de 1816 Manuel de Sarratea había regresado a las Provincias Unidas del Río de la Plata y fue nombrado por Pueyrredón como ministro de Gobierno y Relaciones Exteriores, por lo que comisionó al doctor Miguel de Villegas para que investigara sobre la existencia de logias masónicas y otras conspiraciones que pudieran existir. Posteriormente Sarratea renunció por motivos de salud y tomó contacto con la oposición federal porteña, terminando desterrado a Montevideo por orden del mismo director supremo Pueyrredón.
Después de la batalla de Cepeda se unió al ejército federal dirigido por Estanislao López y Francisco Ramírez, quienes lo enviaron como representante suyo ante el Cabildo de Buenos Aires que lo nombró gobernador de la provincia, asumiendo el 18 de febrero de 1820 y como tal firmó con aquellos jefes federales el tratado del Pilar, por el que la provincia reconocía como igual a las demás de la unión pero cuando los militares se enteraron de que estaba entregando un importante armamento, se levantaron en su contra y lo depusieron el 6 de marzo, nombrando en su lugar al general Juan Ramón Balcarce, el cual solo estuvo menos de una semana, para reasumir Sarratea nuevamente el 11 de marzo, comenzando así el juicio a los sublevados, en donde Juan José Romualdo Rocha firmaba como escribano público.
Como Sarratea no lograba contener el permanente estado de anarquía en que se encontraba la provincia de Buenos Aires ni volver a la obediencia a los militares que se seguían sublevando, por lo que renunció en mayo y se unió al ejército de Ramírez en la campaña contra el general Artigas, y la derrota de este último fue su mayor éxito personal.
El 16 de mayo del mismo año el doctor Villegas fue fiscal de la «Junta para los Juzgamientos» de Antonio González Balcarce, Juan Martín de Pueyrredón, Carlos María de Alvear, José Rondeau y Manuel de Sarratea. Además actuó como comisionado en el mismo año en la investigación de los cuadernos de alta traición a la patria, sobre reuniones que se realizaban bajo el nombre de «Logias Mayores y Menores».

### Fallecimiento
Finalmente el teniente coronel retirado y escribano público Juan José Romualdo de Rocha fallecería el 13 de mayo de 1821 en la ciudad de Buenos Aires, capital de la provincia homónima y al mismo tiempo de las Provincias Unidas del Río de la Plata.

## Matrimonio y descendencia
El entonces oficial mayor de escribanía Juan José Romualdo de Rocha Melo y de la Torre se había unido en matrimonio el 1.º de mayo de 1776 en la iglesia de San Nicolás de Bari de Buenos Aires con Camila Esparza Cabral de Melo y Alderete (f. 1796), la cual era una hija natural de Juan Miguel de Esparza (n. Buenos Aires, 1712) y de Josefa González de Alderete, nieta paterna de Miguel Jerónimo de Esparza (n. ib., 1679) y de su esposa Antonia Cabral de Melo (ib., 28 de diciembre de 1692-ib., 1752), bisnieta de Antonio Cabral de Melo y Carvajal (n. ib, 1646) y de su cónyuge Leonor de Morales y Manzanares (ib., 1645-ib., 1705), tataranieta de Mariana de Manzanares y Aguilar y de su esposo el capitán Pedro de Morales y Mercado, y también de Cristóbal Cabral de Melo y Alpoin y de su esposa María de Carvajal y Salas, y por ende, Camila era una chozna del teniente de gobernador bonaerense Francisco de Manzanares y de su mujer Leonor de Aguilar y Burgos, y además de los azorano-portugueses Amador Vaz de Alpoim y de la infanzona Margarita Cabral de Melo.
Fruto del enlace entre Juan José Romualdo Rocha y Camila Esparza hubo siete hijos:
- Juan Francisco de Rocha (Buenos Aires, Virreinato del Río de la Plata, 2 de abril de 1777-ib., ca. 1780).[22]
- Juan José Mariano de Rocha Esparza Cabral de Melo y Alderete (ib., 31 de mayo de 1781-ib., 19 de julio de 1809).[14][h]
- Camilo Benigno (ib., 13 de febrero de 1783-ib., ca. 1786).[22]
- Mariano de Rocha (ib., 23 de septiembre de 1784-ib., ca. 1787).[22]
- Camila de Rocha (ib., 4 de marzo de 1787-ib., 1813) que se enlazó en Buenos Aires el 2 de diciembre de 1807 con el capitán Isidro Félix Quesada.[22]
- Juana Rosa de Rocha (ib., 29 de agosto de 1788-ib., 21 de julio de 1813) que se matrimonió el 14 de agosto de 1810 en Buenos Aires con el doctor Juan Madera pero con quien no tuvo descendencia.[22]
- María Luisa de Rocha Esparza Cabral de Melo y Alderete (ib., 23 de agosto de 1790-antes de 1828) que se casó el 3 de junio de 1817 con Félix Castro del Castillo[22] y en 1821 cuando concibió al futuro gobernador bonaerense Emilio Castro Rocha, se hicieron cargo de la tutela del sobrino Juan José Rosendo Rocha —huérfano de padre desde 1809— por fallecimiento en aquel año de su abuelo que se había encargado del cuidado y educación.[15]